# Roebroekgroeve

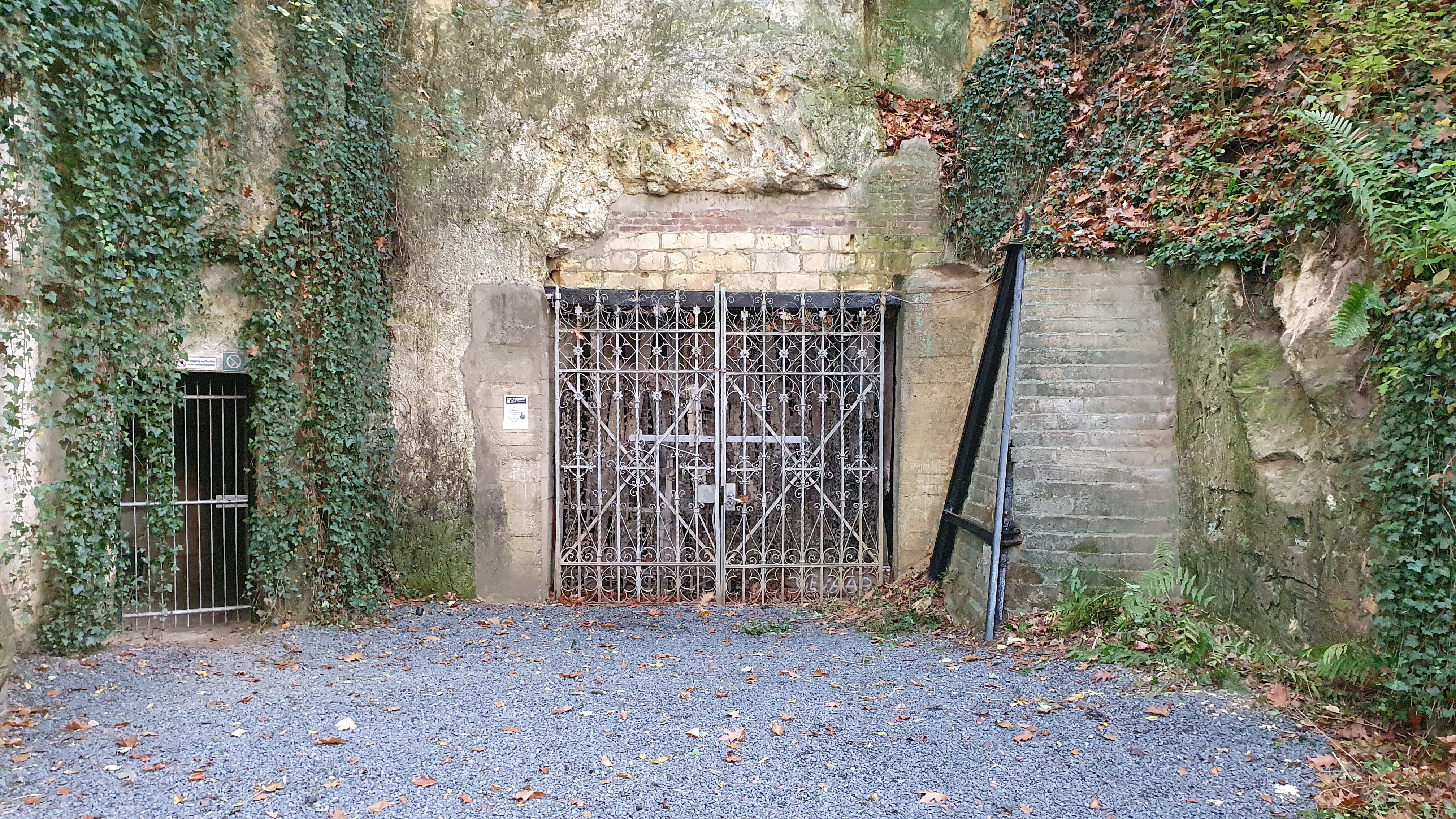
ingang Roebroekgroeve anno 2020

De Roebroekgroeve, Ezelsgroeve, Koegroeve of Koegrot is een Limburgse mergelgroeve in de Nederlandse gemeente Valkenburg aan de Geul in Zuid-Limburg. De ondergrondse groeve ligt aan de zuidwestkant van Valkenburg aan de Daalhemerweg in een grub in de noordelijke rand van het Plateau van Margraten in de overgang naar het Geuldal.
Tegenover de groeve liggen MergelRijk en de Steenkolenmijn Valkenburg, beide gelegen in de Ackermansgroeve/Daelhemmersberggroeve.

## Geschiedenis
De ontginning van de Roebroekgroeve begon in de 17e eeuw en is in verschillende fases doorgezet. De  blokbrekers gebruikten het relatief zachte mergel in de groeve waarschijnlijk voor simpele bouwprojecten en eigen gebruik. Grootschalige ontginning van de groeve vond plaats vanaf 1859. Baron Adolphe de Ryckholt, destijds eigenaar van de groeve gaf ene Louis Janssen uit Vilt toestemming om de groeve verder te ontginnen. Vanwege onzekerheid over de kwaliteit van de aanwezige mergel kwam deze ontginning slechts langzaam op gang. De burgemeester van de toenmalige gemeente Berg en Terblijt berichtte hierover aan de ingenieur der Mijnen in Maastricht: 
"In antwoord op uw weledelgestrengen missive van 12 dezer nr 388 heb ik de eer Uwe weledelgestrengene te berigten dat de ingang der groef aan de boom gelegen is op het perceel sectie 13 nr 1035 toebehorende aan der heer Baron van Rijckholt, eigenaar van den Vilterhof wier der bovengrond insgelijks toebehoort. Die magtiging tot ontginning aldaar heeft verstrekt aan Louis Jansen te Vilt, welke in hoedanigheid van ontginning nog geen opzichter heeft aangesteld. Omdat hij tot hieraan nog geen zekerheid had of de stof zoodanig was dat de ontginning kon worden voortgezet." 
Tussen 1860 en 1887 worden de genoemde herenboerderij Vilterhof en de omliggende landerijen, en daarmee ook de groeve, eigendom van de familie Roebroek. Vanaf dan wordt het gangenstelsel ook aangeduid als de Roebroekgroeve. De laatste ontginningen in de groeve vonden plaats in 1898, men stootte op een verstoring in het mergelpakket, de zogeheten Klauwpijpbreuk. Verdere ontginning in de richting van de, dichtbij gelegen, Gemeentegrot was financieel en technisch niet haalbaar. 
Het gangenstelsel was lange tijd verlaten, iets waar de lokale jeugd veelvuldig gebruik van maakte. In de duistere mergelgangen werd gespeeld en rondgehangen, destijds niet ongewoon. Op veel muren herinneren kleine tekeningen, teksten en andere creatieve uitspattingen hier nog aan.
In de Tweede Wereldoorlog werd er oorlogsindustrie in de groeve gevestigd. Ten behoeve van de constructie van de Heideberggroeve werd de Roebroekgroeve omgevormd tot een semi-gebunkerde opslag. Vloeren werden met beton geëgaliseerd, muren afgerond en waar nodig werden verstevigingen aangebracht. 
In de decennia na de oorlog werd de groeve voor verschillende doeleinden gebruikt, als opslag voor materialen van de tegenover gelegen modelsteenkolenmijn, leslocatie voor kunststudenten van de kunstacademie in Breda en zelfs enige tijd als champignonkwekerij. Vanaf 1980 tot 1988 was de Nederlandse kolenbank gehuisvest in de Roebroekgroeve. 1600 vaten met steenkool uit verschillende mijnen van de hele wereld stonden rij aan rij. 
Vanaf 2001 tot 2020  werd het gangenstelsel gebruikt voor teambuilding en groepsactiviteiten.
Sinds juni 2020 is het gangenstelsel ingericht als museum, waar bezoekers door middel van een rondleiding met gids meer leren over haar unieke ondergrondse geschiedenis.

## Groeve
De Roebroekgroeve is een middelgrote groeve met een bruikbare oppervlakte van 100 bij 50 meter. De totale ganglengte bedraagt ongeveer 987 meter en meet een oppervlakte van ongeveer 8454 vierkante meter.
De groeve is in privaat beheer. In 2017 werd de groeve op veiligheid onderzocht en werd deze goedgekeurd voor intensief gebruik. In de zomer van 2019 is de groeve tijdelijk opengesteld voor lokale jonge kunstenaars. Binnen kaders passende binnen de groeve en cultuurhistorie van de omgeving kregen zij de mogelijkheid een kunstwerk achter te laten op de kale mergelwanden.
De exploitatie van de groeve wordt verzorgd door Grottentocht Valkenburg, door middel van rondleidingen wordt verteld over de geschiedenis van het gangenstelsel en lokale legendes en verhalen.